# ミスキャンナイトフジ (仮)
『ミスキャンナイトフジ（仮）』（ミスキャンナイトフジかっこかり）とは2008年12月23日深夜にフジテレビにて放送された特別番組で『オールナイトフジ』の復活特番でもあった。
翌2009年4月10日から「キャンパスナイトフジ」として毎週金曜の25:05 - 27:05(JST)の枠でレギュラー化。

## 概要
深夜番組「オールナイトフジ」の復活版。レギュラーに各大学のミスキャンパスを起用した。

## 出演者

### 司会
- 伊藤利尋（フジテレビアナウンサー）
- 榎並大二郎（フジテレビアナウンサー）
- 高見侑里（2008ミス立教大学、Miss of Miss Campus Queen Contest 2008グランプリ）
- 加藤未奈（2008ミス名古屋文化短期大学、Miss of Miss Campus Queen Contest 2008準グランプリ）
- 武田華奈（2008ミス西南学院大学、Miss of Miss Campus Queen Contest 2008審査員特別賞）
- 鷲尾春果（2007ミス法政大学、Miss of Miss Campus Queen Contest 2007グランプリ）

### ゲスト
- 石田純一
- ナイツ
- ハリセンボン
- フルーツポンチ
- 我が家
- 小島よしお
- GIRL NEXT DOOR

### 出演女子大生
全員がミスキャンパス。在籍大学は放送当時。
※印のメンバーは、後に『キャンパスナイトフジ』の「キャンパスナイターズ」に加入。
- 相内綾香（2008ミス恵泉女学園大学）※[1]
- 葛西ほのか（2008ミス北里大学）
- 及能茉以子（2008準ミス東京薬科大学）
- 刀祢有里奈 （2008ミス成蹊大学）[2]
- 藤村侑加（2007ミス東京女子大学「Miss of Miss Campus Queen Contest 2007」準グランプリ）
- 栗原まどか（2008ミス跡見学園女子大学）
- 児玉藍子(2008ミス東洋大学)
- 小林千尋（2007ミス日本大学商学部）[3]
- 小林綾香(2008ミス大妻女子大学)
- 鈴木真奈美（2008ミス駒澤大学）
- 島田純子（2008ミス駒澤大学）
- 菅原新樹（2008ミス埼玉大学）[4]
- 新倉円（横浜市立大学）
- 中上真亜子（熊本大学、WORLD MISS UNIVERSITY CONTEST IN JAPAN 2007準グランプリ）※
- 西堂未紗（2008準ミス上智大学）
- 野口麻衣子（2008ミス明治学院大学）
- 久田翔子（2008ミス南山大学）
- 本田彩香（2008ミス首都大学東京）
- 本山華子（2008ミス慶應義塾大学）※
- 村上あかり（相原みぃ・2008準ミス駒澤大学）
- 横山晴奈（2008ミス昭和女子大学）※
- 横山由貴（2008ミス千葉大学）
- 「Miss of Miss Campus Queen Contest 2008」ファイナリスト
  - 宇田川玲(2008ミス専修大学)
  - 葛西ほのか（2008ミス北里大学）
  - 久冨慶子（2008ミス青山学院大学） - 現在テレビ朝日アナウンサー
  - 片田麻依（2008ミス横浜国立大学）
  - 辻井雅恵（2008ミス学習院大学）
  - 戸室穂美（2008ミス東京女子大学）
  - 古谷有美（2008ミス上智大学） - 現在TBSアナウンサー
  - 本城結実（2008ミス日本大学芸術学部）※
  - 吉原亜希子（2008ミス実践女子大学）

### ナレーター
- 田代優美 （フジテレビアナウンサー）

## 番組ネット局
- フジテレビ
- 北海道文化放送
- 仙台放送
- 新潟総合テレビ

## 主なコーナー
- お気に入りのミスキャンに直接メールを送ろう!

視聴者が、気に入った人がいればそのミスキャンパスに割り当てられた個々のメールアドレスにメールを送るという通し企画。たびたびその内容を紹介された。
- Yes!Miss!Can!
リサーチランキング。進行はフルーツポンチ。Miss of Miss Campus Queen Contest2008の決勝戦の模様も紹介した。
- ミスキャン・注目の差し入れ
- ミスキャン・はじめての天気予報
メンバーのいずれかが天気予報を行う。高見侑里の天気予報デビュー作。
- セレブに訊け!〜純一の部屋〜
フジテレビ内の某所で、石田純一とレギュラーの1人が二人きりで人生相談をする。
- ミスキャンの知らない世界
- ミスキャン・スタジオリサーチ
レギュラー全員に向けてアンケートを行う。進行役は我が家。
- ミスキャン玉入れ
番組最後のコーナー。不景気ということもあり、フジテレビから家まで近い方と遠い方の二組に分かれて玉入れを行う。勝った方は東京無線のタクシーで帰れるが、負けた方は始発までフジテレビに居残る。